# Nautilus pompilius (gruppo musicale)
I Nautilus pompilius (in russo Наутилус Помпилиус?), talvolta abbreviato in Nau (in russo Нау?), sono stati un importante  gruppo rock russo formatosi a Sverdlovsk (odierna Ekaterinburg) e attivo fra il 1983 e il 1997. Fu una band molto influente nell'àmbito post-punk e new wave della musica rock russa. Alcuni dei primi successi sono popolarmente associati al periodo della Perestroika. Le loro canzoni accompagnano il film Brother del 1997. Dopo lo scioglimento del gruppo, il leader e front man del gruppo Vjačeslav Butusov ha intrapreso con successo la carriera solista.
Fra le canzoni più popolari si ricordano: Progulki po vode, Proščal'noe pis'mo (conosciuta anche come Goodbye, America!), Vzgljad c ėkrana, Chlop-chlop, Šar cveta chaki, Skovannye odnoj cep'ju, Ja choču byt' s toboj, Na beregu bezymjannoj reki e Tutanchamon.
Nautilus pompilius è il nome scientifico di una specie di mollusco cefalopode.

## Storia
I fondatori della band furono Vjačeslav Butusov e Dmitrij Umeckij. I due si conobbero nel 1978 ed erano entrambi studenti di architettura. Costituirono la loro prima band e registrarono su un registratore a nastro il loro primo album intitolato Ali-Baba i 40 razbojnikov. Negli anni successivi, nonostante i cambiamenti di stile e di musicisti, i due continuarono a lavorare insieme, e nel 1982 registrarono l'album Pereeezd sotto la guida di Aleksandr Pantykin degli Urfin Džjus. In questa occasione apparve per la prima volta il nome Nautilus. Nel 1985 venne aggiunta la parola pompilius per differenziarsi dalla band Nautilus di Evgenij Margulis (poi successivamente rinominata in Šanchaj).
L'album Nevidimka risultò molto potente, con canzoni come Alči-Alči e Gud-baj, Amerika, ma il successo arrivò nel 1996, quando i Nautilus pompilius parteciparono a un'edizione della Leningradskaja muzykal'naja vesna e al 1° Festival del Rok-klub di Ekaterinburg, oltre che  pubblicare l'album Razluka ricco di successi come Vzgljad c ėkrana, Šar cveta chaki e Kazanova. In quel periodo la formazione musicale si era notevolmente arricchita grazie all'arrivo di Viktor Komarov, Aleksandr Chomenko, Aleksej Mogilevskij e Al'bert Potpkin. Quest'ultimo, partito poi per l'esercito, venne sostituito da Vladimir Nazimov detto "Zjama". Un ruolo chiave nel plasmare l'identità del gruppo lo ebbe Il'ja Kormil'cev, i cui testi poetici si univano in perfetta sintonia con la melodia nervosa e fragile di Butusov.
Tra il 1987 e il 1988 le attività del gruppo si fecero più intense, tra le quali si ricordano la partecipazione a due importanti festival a Podol'sk e al Rok Panorama di Mosca, le numerose tournée e l'uscita di hit importanti come Sinoptiki, Doktor tvoego tela e Gorod bratskoj ljubvi, pubblicati persino dalla conservatrice Melodija, casa discografica che registrò un loro concerto senza chiederne il permesso. 
In questo periodo le tastiere elettroniche iniziarono gradualmente a prendere il sopravvento al posto delle chitarre, e ai vari pezzi non lavoravano più piccoli gruppi formati da tre persone, ma da una decina.
All'apice del successo, il 22 novembre del 1988 Butusov decise di sciogliere il gruppo, logorato dalla commercializzazione forzata per compiacere i produttori. Allontanatosi momentaneamente dalla musica, convolò a nozze a Mosca e poi si trasferì a San Pietroburgo, dove in seguito ricostituì una nuova formazione dei Nautilus pompilius che includeva, oltre a lui e Kormil'cev, anche il chitarrista Aleksandr Belajev (ex Televizor), il batterista Igor' Docenko, il bassista Igor' Kopylov detto "Gora" (ex Petlja Nesterova), il chitarrista Igor' Belkin (ex Urfin Džjus e Nastja) e il batterista Igor' Džavad-zade.
Nel 1990 registrarono in Germania l'album Naugad, dove l'uso della chitarra è preponderante, il quale conteneva in parte canzoni nuove, altre registrate nel 1989 da Butusov e Umeckij. Una riedizione di questi nuovi pezzi venne inclusa nell'album Čelovek bez lica. La chitarra è protagonista anche nell'album Čužaja zemlja, che tra le altre contiene la canzone Progulki po vode, di cui venne prodotto un videoclip.
Dopo un periodo di tranquillità tornarono i numerosi concerti. Nel 1992 il gruppo prese parte a due importanti festival rock a Pavlodar e a Ekaterinburg. Nella prima città Butusov ascoltò per la prima volta l'album Pozornaja zvezda degli Agata Kristi e intraprese una collaborazione con il loro frontman Vadim Samojlov, il quale suonò la chitarra e impostò il suono per l'album Titanik dei Nautilus pompilius. Questo album si rivelò un disco molto incalzante, con cambi di ritmo inaspettati, assoli di chitarra originali, ricco di cori e arrangiamenti. Le canzoni Titanik, K Ėloize e Tutanchamon divennero famosissime in tutta la Russia e anticiparono il grande successo arrivato grazie alla ripresa dei numerosi tour.
Il successivo album Kryl'ja non lasciò il segno come i precedenti, nonostante la presenza di originali composizioni come Kryl'ja, Čelovek na Lune e Kto eščë. In quel periodo i Nautilus pompilius produssero una serie di versioni acustiche di successi degli anni ottanta e dei primi anni novanta e furono impegnati in tour e nuove registrazioni a Londra.
Successivamente Butusov iniziò a sperimentare il genere elettronico inaspettatamente per molti, in collaborazione con Bill Nelson dei Be-Bop Deluxe e Kormil'cev che insieme pubblicarono l'album Jablokitaj. Nonostante Butusov non volesse associare questo disco ai Nautilus pompilius, nel 1997 l'album venne accreditato alla band su pressione della casa discografica.
Nell'ultimo periodo i Nautilus pompilius si esibirono in concerti acustici nei quali il pubblico poteva fare delle domande ai musicisti. Il gruppo si sciolse definitivamente nel 1997. Butusov proseguì la sua carriera da solista e nell'aprile del 1997 l'album Atlantida venne ufficialmente accreditato ai Nautilus pompilius, nonostante il gruppo avesse cessato le attività.

## Discografia

### Album in studio
- 1983 - Pereeezd
- 1985 - Nevidimka
- 1986 - Razluka
- 1988 - Knjaz' Tišiny
- 1990 - Naugad
- 1992 - Čužaja zemlja
- 1994 - Titanik
- 1995 - Čelovek bez lica (registrato nel 1989)
- 1995 - Kryl'ja
- 1997 - Jablokitaj
- 1997 - Atlantida accreditato ai Nautilus pompilius

### Album live
- 1993 - Otboj
- 1994 - Titanik-LIVE
- 1994 - Ni komu ni kabel'nost'
- 1996 - Raskol
- 1996 - Akustika (Lučšie pesni)
- 1997 - Pod"ëm